# Nathalie Krause
Nathalie Krause (15 de abril de 1884 – 1 de septiembre de 1953) fue una actriz teatral y cinematográfica de nacionalidad danesa.

## Biografía
Su nombre completo era Nathalie Olivia Cathrine Krause, y nació en Copenhague, Dinamarca, siendo sus padres Olivo Krause, maestro de capilla, y Helga Nathalie Neubert.
Casada desde 1920 con el actor y director Adam Poulsen, del cual se divorció más adelante, ella falleció en 1953 en Skodsborg, Dinamarca. Fue enterrada en el Cementerio de Gilleleje.

## Filmografía
- 1918 : Du skal ære -
- 1918 : Lægen
- 1918 : Frøken Theodor
- 1918 : Had og Kærlighed
- 1917 : I Spionklør
- 1917 : Et Expres-Giftermaal
- 1916 : Hvem er hun?
- 1914 : Lejla
- 1914 : Vingeskudt
- 1913 : Luftskipperen
- 1913 : Brændemærket